# Orlando Zapata Tamayo
Orlando Zapata Tamayo (Santiago de Cuba, 15 mei 1967 - Havana, 23 februari 2010) was een Cubaanse mensenrechtenactivist die overleed na 85 dagen hongerstaking.
Hij was van opleiding metselaar en loodgieter en nam in 2003 deel aan protesten tegen de overheid. Hierbij werd hij samen met 74 anderen opgepakt door de Cubaanse staatsveiligheidsdienst. De arrestatie van 75 tegenstanders werd bekend als de Zwarte Lente en de Westerse wereld reageerde hier verontwaardigd op. De EU ondernam hierop sancties tegen Cuba. De dissidenten werden later bekend onder de naam Groep van 75. Orlando werd veroordeeld op de grond van burgerlijke ongehoorzaamheid en geweldpleging. Hij ging later in hongerstaking uit protest tegen de omstandigheden waaronder hij werd opgesloten. Half februari is hij omwille van zijn verslechterende gezondheid overgebracht naar een ziekenhuis in Havana. Hij overleed op dinsdag 23 februari op 42-jarige leeftijd in het ziekenhuis.